# Serpins
Serpins est une paroisse civile portugaise (en portugais : freguesia) de la municipalité de Lousã dans le district et la région de Coimbra.

## Géographie
Serpins est située au nord-est de Lousã. Elle est limitrophe des municipalités de Góis à l'est et de Vila Nova de Poiares au nord.
Son territoire est arrosé par la rivière Ceira, un affluent du Mondego.

## Histoire

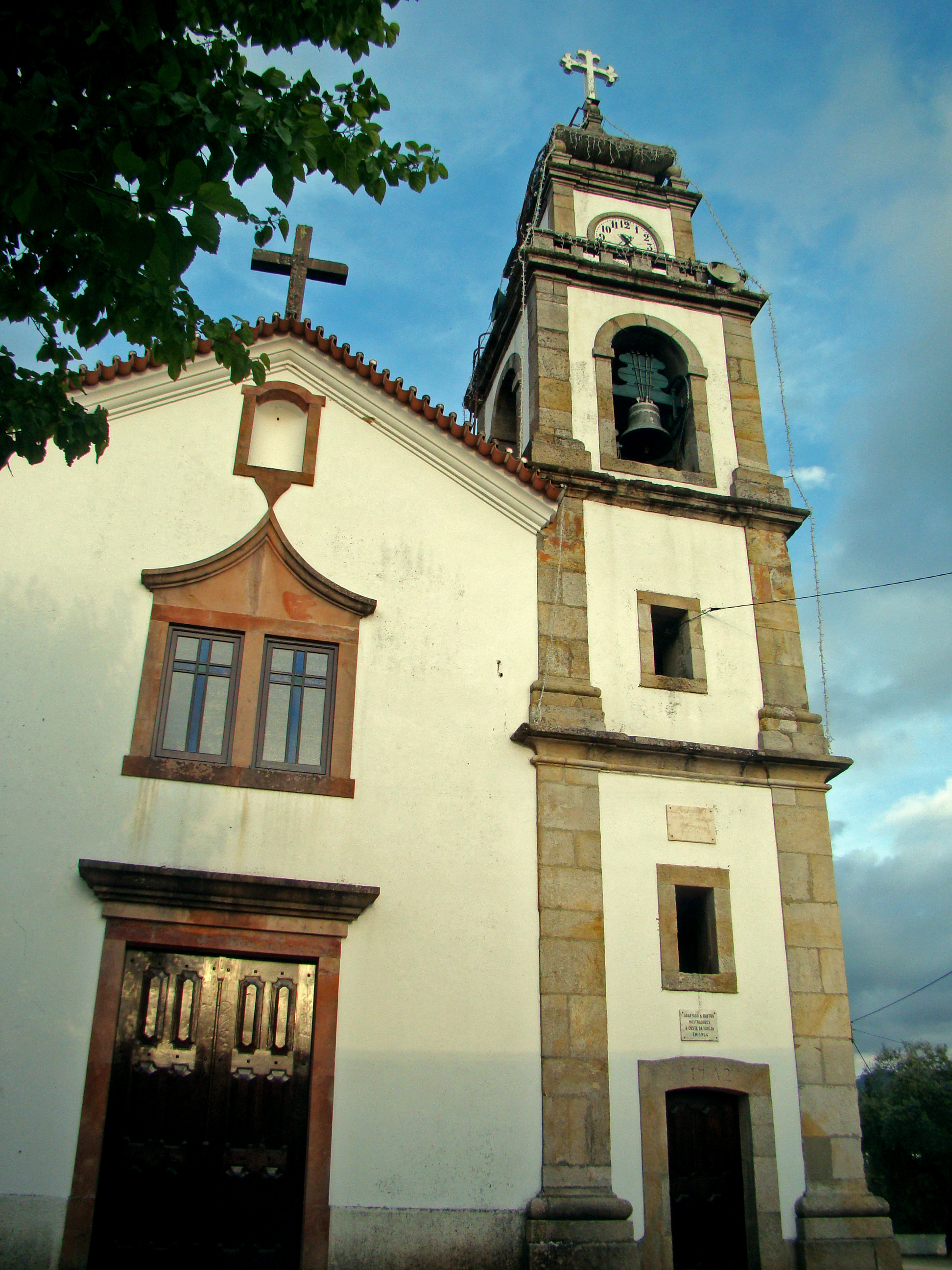
L'église de Serpins.

La localité de Serpins est connue depuis le IXe siècle.
Manuel Ier lui accorde une charte en 1514.
La municipalité de Serpins est supprimée en 1836. Elle est rattachée à Montemor-o-Velho, puis à Coimbra en 1839 et finalement à Lousã en 1852.
À partir des années 1990, il est prévu de relier Serpins à la ville de Coimbra par un réseau de tram-train de Métro Mondego, qui prendrait la place d'une ancienne ligne ferroviaire. Le projet est finalement abandonné pour laisser place à des bus express, inaugurés en 2024.

## Démographie
Lors du recensement de 2021, Serpins compte 1 711 habitants.